# Stade Poitevin Volley Beach 2019-2020
Questa voce raccoglie le informazioni riguardanti lo Stade Poitevin Volley Beach nelle competizioni ufficiali della stagione 2019-2020.

## Organigramma societario
Area direttiva
- Presidente: Claude Berrard

Area tecnica
- Allenatore: Brice Donat
- Allenatore in seconda: Rogério Brizola, Julien Gomme

## Rosa
| N° | Nome                | Ruolo | Data di nascita  | Nazionalità sportiva |
| -- | ------------------- | ----- | ---------------- | -------------------- |
| 1  | Zouheir El Graoui   | S     | 1º luglio 1994   | Tunisia              |
| 4  | Luca Ramon          | L     | 10 agosto 2000   | Francia              |
| 5  | Julien Prigent      | P     | 6 luglio 1995    | Francia              |
| 6  | Florian Lacassie    | S     | 16 novembre 1990 | Francia              |
| 8  | Tom Cannessant      | S     | 12 ottobre 1999  | Francia              |
| 10 | Steve Peironet      | L     | 20 maggio 1985   | Francia              |
| 12 | Marc Zopie          | C     | 31 maggio 1987   | Francia              |
| 13 | Micah Maʻa          | P     | 16 aprile 1997   | Stati Uniti          |
| 14 | Michaël Parkinson   | C     | 23 novembre 1991 | Paesi Bassi          |
| 15 | Chizoba Neves       | O     | 25 luglio 1997   | Brasile              |
| 17 | Giacomo Raffaelli   | S     | 7 febbraio 1995  | Italia               |
| 18 | Gladstone Magalhães | C     | 28 febbraio 1997 | Brasile              |

## Risultati

### Coppa di Francia

#### Fase a eliminazione diretta
| Ottavi di finale - 29 ottobre 2019 Salle Michel Bernard, Halluin   | Michelet Halluin  | 0 - 3 | Stade Poitevin | 21-25, 19-25, 18-25 |
| Quarti di finale - 5 novembre 2019 Palais du Travail, Narbona      | Narbonne          | 0 - 3 | Stade Poitevin | 27-29, 30-32, 23-25 |
| Semifinale - 16 maggio 2020 Palais des Sports André-Brouat, Tolosa | Spacer's Toulouse | -     | Stade Poitevin | annullata           |